# Saint Matthews (Caroline du Sud)
Pour les articles homonymes, voir Saint Matthews.
La ville de Saint Matthews est le siège du comté de Calhoun, situé en Caroline du Sud, aux États-Unis.
Sa population est de 2 021 habitants lors du recensement de 2010, population en baisse régulière depuis les années 1980.

## Démographie
| Groupe            | Saint Matthews | Caroline du Sud | États-Unis |
| ----------------- | -------------- | --------------- | ---------- |
| Afro-Américains   | 60,9           | 27,9            | 12,6       |
| Blancs            | 35,7           | 66,2            | 72,4       |
| Autres            | 1,9            | 2,6             | 6,4        |
| Métis             | 0,9            | 1,7             | 2,9        |
| Asiatiques        | 0,4            | 1,3             | 4,8        |
| Amérindiens       | 0,2            | 0,4             | 0,9        |
| Total             | 100            | 100             | 100        |
|                   |                |                 |            |
| Latino-Américains | 2,6            | 5,1             | 16,7       |

| 1880 | 1890 | 1900 | 1910  | 1920  | 1930  |
| ---- | ---- | ---- | ----- | ----- | ----- |
| 271  | 524  | 758  | 1 377 | 1 780 | 1 750 |

| 1940  | 1950  | 1960  | 1970  | 1980  | 1990  |
| ----- | ----- | ----- | ----- | ----- | ----- |
| 2 187 | 2 351 | 2 433 | 2 403 | 2 496 | 2 345 |

| 2000  | 2010  | - | - | - | - |
| ----- | ----- | - | - | - | - |
| 2 107 | 2 021 | - | - | - | - |

Selon l'American Community Survey, pour la période 2011-2015, 98,95 % de la population âgée de plus de 5 ans déclare parler anglais à la maison, alors que 0,77 % déclare parler l'espagnol et 0,28 % le français.

## Personnalités liées à la ville
- Viola Davis, actrice
- Alshon Jeffery, joueur de football américain
- James Blood Ulmer, guitariste et chanteur de jazz et de blues